# 이부영 (1970년)
이부영은 대한민국의 Jazz Vocalist이다.

## 음반
1.European Sketch(2006)
2.One Day(2010)루바토
3.Reverie(2011)루바토
4.Little Star(2015)오디오가이
5.Songs of Michel Legrand(2018)오디오가이
6.Love,like a song(2021)로맨웍스

## 수상 내역
- 1993년 제2회 한국가요제 대상
- 2016년 제13회 한국대중음악상

최우수 재즈&크로스오버 재즈음반상

## 학력
- 2004년 Netherland Rotterdam 음대 학사(Jazz vocal)졸업
- 2006년 Netherland Codarts 음대 석사(Jazz vocal)졸업